# Enzo Maiorca

Stella d'Oro al merito sportivo

Enzo Maiorca (Syracuse, 21 juni 1931 – aldaar, 13 november 2016) was een Italiaans vrijduiker. Hij was de eerste mens die de 50-meter diepte haalde met apneu-diepzeeduiken (1961), een grens die toen medisch als onveilig werd geacht. Andere Sicilianen spraken over hem als de ‘re degli abissi’ of ‘koning van de dieptes’ of ook de ‘signore degil abissi’ of ‘heer van de dieptes’.
Maiorca was senator van de republiek voor de Alleanza Nazionale (1994-1996).

## Levensloop
Maiorca groeide op in de Baai van Syracuse op Sicilië. Op jonge leeftijd werd hij speervisser om de restaurants te voorzien van vers gevangen vis. Door het speervissen leerde hij met apneu-technieken vrijduiken en dit beroepshalve vanaf het jaar 1956. In 1960 behaalde hij het wereldrecord vrijduiken met een diepte van 45 meter. Hiermee versloeg hij de toenmalige wereldrecordhouder Amerigo Santarelli, een Braziliaan.
Hij trainde om de medisch gevaarlijke dieptegrens van 50 m te doorbreken. Dit realiseerde hij in 1961. Artsen dachten toen dat vanaf deze diepte de waterdruk de borstkas ging platdrukken. Dit bleek niet zo te zijn. Maiorca trainde en behaalde internationaal erkende persoonlijke diepterecords. Zo behaalde hij in 1972 de 80 meter diepte.
Hij stopte met vrijduiken in 1976. In 1988 keerde hij terug om een gooi te doen naar het wereldrecord. Tijdens deze proef (1988) in zijn geboortestad Syracuse wilde hij de wereldrecordhouder, de Fransman Jacques Mayol verslaan, die 105 meter op zijn naam staan had. Tijdens een rechtstreeks uitgezonden televisie-uitzending behaalde hij ‘slechts’ 101 meter waarna hij live voor de camera’s in woede uitbarstte. Hij dook nooit meer, ondanks het nieuw persoonlijk record voor hem.
In de jaren 1960 was Maiorca al gestopt met speervissen. De reden was dat hij geen levende wezens meer wilde doden. Hij zette zich in voor de flora en fauna aan de Siciliaanse kusten.
Maiorca was sinds 1977 lid van de vrijmetselaarsloge Archimede di Siracuse, een loge van het Grootoosten van Italië. Dit nieuws mocht pas publiek verspreid worden na zijn dood, wat ook gebeurde in 2017.
Van 1994 tot 1996 zetelde Maiorca in de Senaat in Rome. Hij was senator voor de partij Alleanza Nazionale en was lid van de senatoriale commissie voor landsverdediging.

## Film
De rivaliteit tussen Enzo Maiorca en de Fransman Jacques Mayol was voor de cineast Luc Besson het thema van de film Le grand bleu (1988).

## Eerbewijzen
- De president van de republiek Segni schonk hem in 1964 de Medaglia d’Oro al valore atletico.
- Maiorca ontving de Stella d'Oro al merito sportivo, uitgereikt door het Italiaans Olympisch Comité.
- In 2006 ontving Maiorca de Medaglia d’Oro di Marina, niet alleen omwille zijn vrijduiken maar ook voor zijn activisme ter bescherming van het maritiem milieu.[5] De medaille werd hem uitgereikt door Ciampi, president van de republiek.
- De stad Syracuse kende het ereburgerschap toe op de dag van zijn begrafenis.